# Oudtshoorn
Oudtshoorn este un oraș din Provincia Western Cape, Africa de Sud.